# Gran Premio motociclistico del Giappone 2015
Il Gran Premio motociclistico del Giappone 2015 è stato la quindicesima prova del motomondiale del 2015; si è disputato l'11 ottobre sul circuito di Motegi ed  rappresentato la 34ª edizione del Gran Premio motociclistico del Giappone valida per il mondiale.
Nelle tre gare si sono imposti: Daniel Pedrosa in MotoGP, Johann Zarco in Moto2 e Niccolò Antonelli in Moto3.

## MotoGP
Per la prima volta nella stagione si è imposto lo spagnolo Daniel Pedrosa, che raggiunge così anche il 50º successo nel motomondiale e che ha preceduto l'italiano Valentino Rossi e lo spagnolo Jorge Lorenzo al termine di una gara svoltasi in condizioni atmosferiche variabili. Nella lotta per il titolo iridato Rossi allunga leggermente sul compagno di squadra, ora distaccato di 18 punti. Durante le prove libere un grave incidente è occorso al pilota sammarinese Alex De Angelis; le prove hanno dovuto essere sospese provvisoriamente ma l'incidente si è risolto senza gravi conseguenze.

### Arrivati al traguardo
| Pos. | Nº | Pilota             | Squadra                     | Motocicletta       | Giri | Tempo     | Griglia | Punti |
| ---- | -- | ------------------ | --------------------------- | ------------------ | ---- | --------- | ------- | ----- |
| 1º   | 26 | Dani Pedrosa       | Repsol Honda                | Honda RC213V       | 24   | 46'50.767 | 6º      | 25    |
| 2º   | 46 | Valentino Rossi    | Movistar Yamaha             | Yamaha YZR-M1      | 24   | +8.573    | 2º      | 20    |
| 3º   | 99 | Jorge Lorenzo      | Movistar Yamaha             | Yamaha YZR-M1      | 24   | +12.127   | 1º      | 16    |
| 4º   | 93 | Marc Márquez       | Repsol Honda                | Honda RC213V       | 24   | +27.841   | 3º      | 13    |
| 5º   | 4  | Andrea Dovizioso   | Ducati Team                 | Ducati Desmosedici | 24   | +35.085   | 4º      | 11    |
| 6º   | 35 | Cal Crutchlow      | LCR Honda                   | Honda RC213V       | 24   | +37.263   | 8º      | 10    |
| 7º   | 38 | Bradley Smith      | Monster Yamaha Tech 3       | Yamaha YZR-M1      | 24   | +37.667   | 9º      | 9     |
| 8º   | 21 | Katsuyuki Nakasuga | Yamaha Factory Racing       | Yamaha YZR-M1      | 24   | +44.654   | 15º     | 8     |
| 9º   | 8  | Héctor Barberá     | Avintia Racing              | Ducati Desmosedici | 24   | +48.572   | 18º     | 7     |
| 10º  | 45 | Scott Redding      | EG 0,0 Marc VDS             | Honda RC213V       | 24   | +50.121   | 12º     | 6     |
| 11º  | 41 | Aleix Espargaró    | Suzuki Ecstar               | Suzuki GSX-RR      | 24   | +1'00.535 | 7º      | 5     |
| 12º  | 72 | Takumi Takahashi   | HRC with Nissin             | Honda RC213V       | 24   | +1'01.211 | 19º     | 4     |
| 13º  | 69 | Nicky Hayden       | Aspar Team                  | Honda RC213V-RS    | 24   | +1'11.261 | 21º     | 3     |
| 14º  | 68 | Yonny Hernández    | Octo Pramac Racing          | Ducati Desmosedici | 24   | +1'13.896 | 14º     | 2     |
| 15º  | 63 | Mike Di Meglio     | Avintia Racing              | Ducati Desmosedici | 24   | +1'15.421 | 24º     | 1     |
| 16º  | 19 | Álvaro Bautista    | Aprilia Racing Team Gresini | Aprilia RS-GP      | 24   | +1'20.507 | 16º     |       |
| 17º  | 50 | Eugene Laverty     | Aspar Team                  | Honda RC213V-RS    | 24   | +1'31.224 | 20º     |       |
| 18º  | 6  | Stefan Bradl       | Aprilia Racing Team Gresini | Aprilia RS-GP      | 24   | +1'46.833 | 13º     |       |
| 19º  | 64 | Kōsuke Akiyoshi    | AB Motoracing               | Honda RC213V-RS    | 24   | +2'00.072 | 26º     |       |
| 20º  | 24 | Toni Elías         | Forward Racing              | Yamaha Forward     | 23   | +1 giro   | 25º     |       |

### Ritirati
| Nº | Pilota           | Squadra               | Motocicletta       | Giri | Griglia |
| -- | ---------------- | --------------------- | ------------------ | ---- | ------- |
| 44 | Pol Espargaró    | Monster Yamaha Tech 3 | Yamaha YZR-M1      | 22   | 11º     |
| 43 | Jack Miller      | LCR Honda             | Honda RC213V-RS    | 16   | 22º     |
| 25 | Maverick Viñales | Suzuki Ecstar         | Suzuki GSX-RR      | 13   | 10º     |
| 76 | Loris Baz        | Forward Racing        | Yamaha Forward     | 13   | 23º     |
| 29 | Andrea Iannone   | Ducati Team           | Ducati Desmosedici | 10   | 5º      |
| 9  | Danilo Petrucci  | Octo Pramac Racing    | Ducati Desmosedici | 8    | 17º     |

### Non partito
| Nº | Pilota          | Squadra             | Motocicletta |
| -- | --------------- | ------------------- | ------------ |
| 15 | Alex De Angelis | E-Motion IodaRacing | ART          |

## Moto2
Il francese Johann Zarco raggiunge la certezza matematica del titolo iridato di categoria con alcune gare di anticipo sul termine della stagione e già dal venerdì precedente la gara, grazie al fatto che il suo inseguitore più prossimo, il campione mondiale precedente Esteve Rabat non ha potuto prendere il via. Il weekend di Zarco si è concluso anche con la pole position e la successiva settima vittoria stagionale. Sul traguardo ha preceduto la coppia di piloti tedeschi Jonas Folger e Sandro Cortese.

### Arrivati al traguardo
| Pos. | Nº | Pilota              | Squadra                      | Motocicletta       | Giri | Tempo     | Griglia | Punti |
| ---- | -- | ------------------- | ---------------------------- | ------------------ | ---- | --------- | ------- | ----- |
| 1º   | 5  | Johann Zarco        | Ajo Motorsport               | Kalex Moto2        | 15   | 31'17.900 | 1º      | 25    |
| 2º   | 94 | Jonas Folger        | AGR Team                     | Kalex Moto2        | 15   | +4.505    | 3º      | 20    |
| 3º   | 11 | Sandro Cortese      | Dynavolt Intact GP           | Kalex Moto2        | 15   | +15.433   | 9º      | 16    |
| 4º   | 25 | Azlan Shah          | Idemitsu Honda Team Asia     | Kalex Moto2        | 15   | +17.348   | 12º     | 13    |
| 5º   | 55 | Hafizh Syahrin      | Petronas Raceline Malaysia   | Kalex Moto2        | 15   | +22.858   | 6º      | 11    |
| 6º   | 88 | Ricard Cardús       | JPMoto Malaysia              | Suter MMX2         | 15   | +24.970   | 17º     | 10    |
| 7º   | 3  | Simone Corsi        | Forward Racing               | Kalex Moto2        | 15   | +25.759   | 16º     | 9     |
| 8º   | 22 | Sam Lowes           | Speed Up Racing              | Speed Up SF15      | 15   | +27.024   | 4º      | 8     |
| 9º   | 23 | Marcel Schrötter    | Tech 3                       | Tech 3 Mistral 610 | 15   | +27.485   | 21º     | 7     |
| 10º  | 4  | Randy Krummenacher  | JIR Racing                   | Kalex Moto2        | 15   | +28.062   | 18º     | 6     |
| 11º  | 40 | Álex Rins           | Paginas Amarillas HP 40      | Kalex Moto2        | 15   | +30.768   | 5º      | 5     |
| 12º  | 7  | Lorenzo Baldassarri | Forward Racing               | Kalex Moto2        | 15   | +32.685   | 10º     | 4     |
| 13º  | 71 | Tomoyoshi Koyama    | NTS T.Pro Project            | NTS                | 15   | +33.995   | 29º     | 3     |
| 14º  | 72 | Yūki Takahashi      | Moriwaki Racing              | Moriwaki           | 15   | +36.582   | 25º     | 2     |
| 15º  | 36 | Mika Kallio         | QMMF Racing                  | Speed Up SF15      | 15   | +43.672   | 20º     | 1     |
| 16º  | 60 | Julián Simón        | QMMF Racing                  | Speed Up SF15      | 15   | +48.256   | 14º     |       |
| 17º  | 2  | Jesko Raffin        | sports-millions-EMWE-SAG     | Kalex Moto2        | 15   | +49.421   | 28º     |       |
| 18º  | 73 | Álex Márquez        | EG 0,0 Marc VDS              | Kalex Moto2        | 15   | +51.712   | 15º     |       |
| 19º  | 57 | Edgar Pons          | Italtrans Racing             | Kalex Moto2        | 15   | +1'20.982 | 24º     |       |
| 20º  | 96 | Louis Rossi         | Tasca Racing                 | Tech 3 Mistral 610 | 15   | +1'31.219 | 26º     |       |
| 21º  | 66 | Florian Alt         | E-Motion IodaRacing          | Suter MMX2         | 15   | +1'36.116 | 30º     |       |
| 22º  | 30 | Takaaki Nakagami    | Idemitsu Honda Team Asia     | Kalex Moto2        | 15   | +1'41.127 | 7º      |       |
| 23º  | 70 | Robin Mulhauser     | Technomag Racing Interwetten | Kalex Moto2        | 13   | +2 giri   | 22º     |       |

### Ritirati
| Nº | Pilota             | Squadra                        | Motocicletta       | Giri | Griglia |
| -- | ------------------ | ------------------------------ | ------------------ | ---- | ------- |
| 39 | Luis Salom         | Paginas Amarillas HP 40        | Kalex Moto2        | 9    | 13º     |
| 10 | Thitipong Warokorn | APH PTT The Pizza SAG          | Kalex Moto2        | 8    | 19º     |
| 12 | Thomas Lüthi       | Derendinger Racing Interwetten | Kalex Moto2        | 7    | 2º      |
| 19 | Xavier Siméon      | Federal Oil Gresini            | Kalex Moto2        | 5    | 11º     |
| 97 | Xavi Vierge        | Tech 3                         | Tech 3 Mistral 610 | 4    | 27º     |
| 49 | Axel Pons          | AGR Team                       | Kalex Moto2        | 4    | 8º      |
| 16 | Joshua Hook        | Technomag Racing Interwetten   | Kalex Moto2        | 3    | 23º     |

### Non partito
| Nº | Pilota       | Squadra         | Motocicletta |
| -- | ------------ | --------------- | ------------ |
| 1  | Esteve Rabat | EG 0,0 Marc VDS | Kalex Moto2  |

## Moto3
Nella gara relativa alla cilindrata minore Niccolò Antonelli ha ottenuto la seconda vittoria stagionale e nel mondiale, precedendo Miguel Oliveira e Jorge Navarro. In classifica generale resta al comando il britannico Danny Kent, giunto al sesto posto in questa gara.

### Arrivati al traguardo
| Pos. | Nº | Pilota              | Squadra                    | Motocicletta        | Giri | Tempo     | Griglia | Punti |
| ---- | -- | ------------------- | -------------------------- | ------------------- | ---- | --------- | ------- | ----- |
| 1º   | 23 | Niccolò Antonelli   | Ongetta-Rivacold           | Honda NSF250R       | 13   | 28'03.391 | 2º      | 25    |
| 2º   | 44 | Miguel Oliveira     | Red Bull KTM Ajo           | KTM RC 250 GP       | 13   | +1.053    | 5º      | 20    |
| 3º   | 9  | Jorge Navarro       | Estrella Galicia 0,0       | Honda NSF250R       | 13   | +8.529    | 6º      | 16    |
| 4º   | 32 | Isaac Viñales       | RBA Racing                 | KTM RC 250 GP       | 13   | +11.074   | 7º      | 13    |
| 5º   | 63 | Zulfahmi Khairuddin | Drive M7 SIC               | KTM RC 250 GP       | 13   | +13.043   | 15º     | 11    |
| 6º   | 52 | Danny Kent          | Leopard Racing             | Honda NSF250R       | 13   | +15.224   | 4º      | 10    |
| 7º   | 33 | Enea Bastianini     | Gresini Racing             | Honda NSF250R       | 13   | +15.873   | 3º      | 9     |
| 8º   | 98 | Karel Hanika        | Red Bull KTM Ajo           | KTM RC 250 GP       | 13   | +17.563   | 19º     | 8     |
| 9º   | 17 | John McPhee         | Saxoprint RTG              | Honda NSF250R       | 13   | +18.153   | 24º     | 7     |
| 10º  | 7  | Efrén Vázquez       | Leopard Racing             | Honda NSF250R       | 13   | +18.556   | 27º     | 6     |
| 11º  | 88 | Jorge Martín        | Mapfre Team Mahindra       | Mahindra MGP3O      | 13   | +19.896   | 23º     | 5     |
| 12º  | 84 | Jakub Kornfeil      | Drive M7 SIC               | KTM RC 250 GP       | 13   | +20.892   | 11º     | 4     |
| 13º  | 24 | Tatsuki Suzuki      | CIP                        | Mahindra MGP3O      | 13   | +25.145   | 20º     | 3     |
| 14º  | 55 | Andrea Locatelli    | Gresini Racing             | Honda NSF250R       | 13   | +28.455   | 34º     | 2     |
| 15º  | 21 | Francesco Bagnaia   | Mapfre Team Mahindra       | Mahindra MGP3O      | 13   | +28.849   | 10º     | 1     |
| 16º  | 91 | Gabriel Rodrigo     | RBA Racing                 | KTM RC 250 GP       | 13   | +29.988   | 25º     |       |
| 17º  | 41 | Brad Binder         | Red Bull KTM Ajo           | KTM RC 250 GP       | 13   | +30.719   | 9º      |       |
| 18º  | 29 | Stefano Manzi       | San Carlo Team Italia      | Mahindra MGP3O      | 13   | +31.949   | 21º     |       |
| 19º  | 95 | Jules Danilo        | Ongetta-Rivacold           | Honda NSF250R       | 13   | +32.146   | 28º     |       |
| 20º  | 16 | Andrea Migno        | SKY Racing Team VR46       | KTM RC 250 GP       | 13   | +35.048   | 17º     |       |
| 21º  | 58 | Juanfran Guevara    | Mapfre Team Mahindra       | Mahindra MGP3O      | 13   | +47.242   | 14º     |       |
| 22º  | 96 | Manuel Pagliani     | San Carlo Team Italia      | Mahindra MGP3O      | 13   | +48.796   | 18º     |       |
| 23º  | 65 | Philipp Öttl        | Schedl GP Racing           | KTM RC 250 GP       | 13   | +49.372   | 13º     |       |
| 24º  | 48 | Lorenzo Dalla Porta | Husqvarna Factory Laglisse | Husqvarna FR 250 GP | 13   | +56.860   | 16º     |       |
| 25º  | 27 | Keisuke Kurihara    | Musahi RT Harc-Pro         | Honda NSF250R       | 13   | +59.731   | 35º     |       |
| 26ª  | 6  | María Herrera       | Husqvarna Factory Laglisse | Husqvarna FR 250 GP | 13   | +1'07.035 | 26ª     |       |
| 27º  | 40 | Darryn Binder       | Outox Reset Drink          | Mahindra MGP3O      | 13   | +1'19.621 | 30º     |       |
| 28º  | 5  | Romano Fenati       | SKY Racing Team VR46       | KTM RC 250 GP       | 13   | +1'29.664 | 1º      |       |
| 29ª  | 22 | Ana Carrasco        | RBA Racing                 | KTM RC 250 GP       | 13   | +1'52.305 | 33ª     |       |

### Ritirati
| Nº | Pilota             | Squadra            | Motocicletta   | Giri | Griglia |
| -- | ------------------ | ------------------ | -------------- | ---- | ------- |
| 2  | Remy Gardner       | CIP                | Mahindra MGP3O | 10   | 29º     |
| 11 | Livio Loi          | RW Racing GP       | Honda NSF250R  | 4    | 8º      |
| 76 | Hiroki Ono         | Leopard Racing     | Honda NSF250R  | 2    | 12º     |
| 34 | Ryo Mizuno         | Musahi RT Harc-Pro | Honda NSF250R  | 1    | 32º     |
| 10 | Alexis Masbou      | Saxoprint RTG      | Honda NSF250R  | 1    | 22º     |
| 19 | Alessandro Tonucci | Outox Reset Drink  | Mahindra MGP3O | 1    | 31º     |

### Non partito
| Nº | Pilota           | Squadra              | Motocicletta  |
| -- | ---------------- | -------------------- | ------------- |
| 20 | Fabio Quartararo | Estrella Galicia 0,0 | Honda NSF250R |